# Cucullia amoena
Cucullia amoena là một loài bướm đêm trong họ Noctuidae.